# Polinomis de Zernike

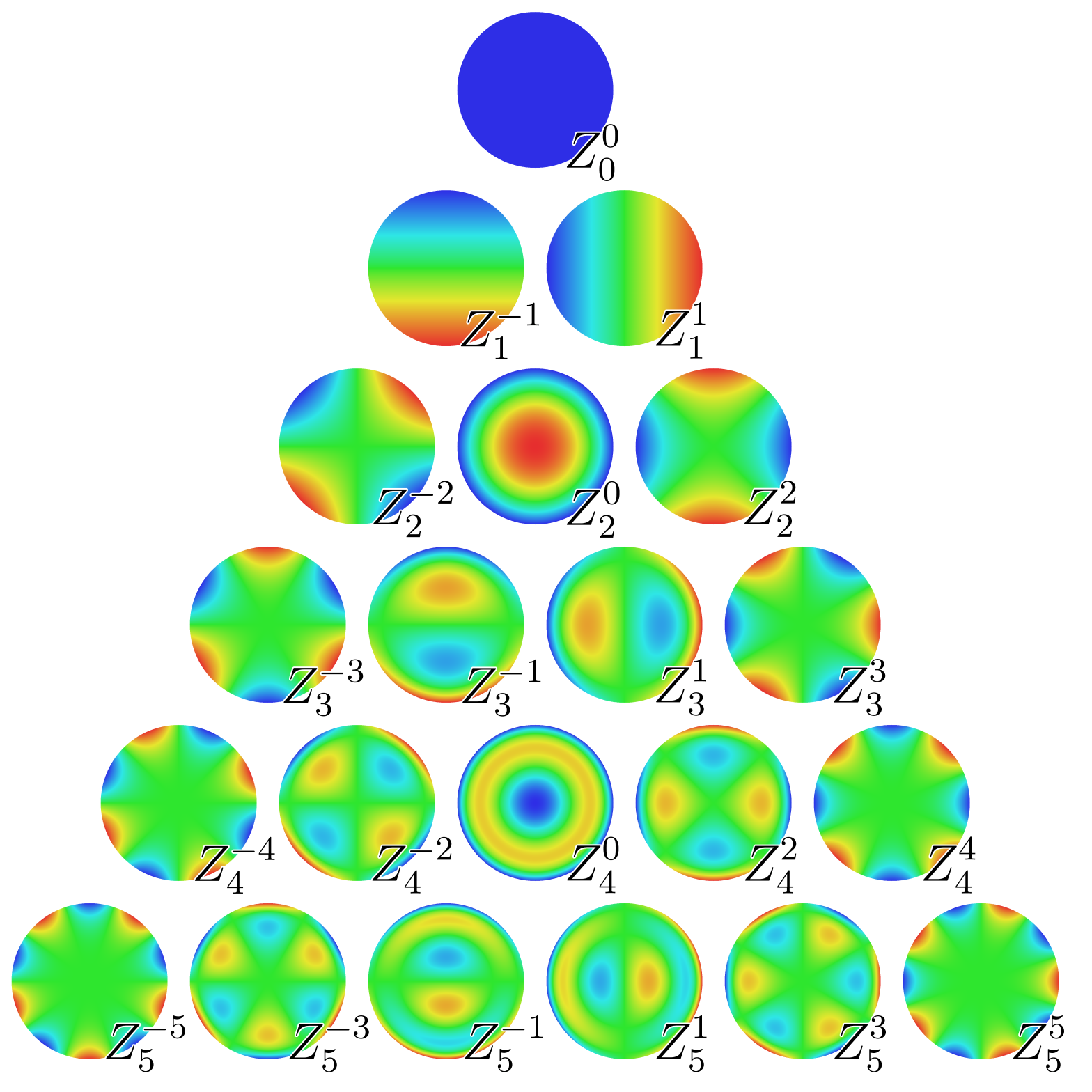
Els primers 21 polinomis de Zernike, ordenats verticalment per grau radial i horitzontalment per grau azimutal

En matemàtiques, els polinomis de Zernike són una seqüència de polinomis que són ortogonals en el disc unitat. Van ser nomenats en honor del físic òptic Frits Zernike, guanyador del Premi Nobel de física de 1953 i inventor del microscopi de contrast de fases. Aquests polinomis tenen un paper important en la modelització del comportament de feixos de llum en un sistema òptic.

## Definicions
Els polinomis de Zernike es distingeixen en funció de la seva paritat. Els termes parells es defineixen com:
{\displaystyle Z_{n}^{m}(\rho ,\varphi )=R_{n}^{m}(\rho )\,\cos(m\,\varphi )\!}
i els imparells com:
{\displaystyle Z_{n}^{-m}(\rho ,\varphi )=R_{n}^{m}(\rho )\,\sin(m\,\varphi ),\!}
on m i n són nombres enters no negatius amb n ≥ m, φ és l'angle azimutal, ρ és la distància radial {\displaystyle 0\leq \rho \leq 1} i Rmn són els polinomis radials definits a continuació. Els polinomis de Zernike tenen la propietat d'estar limitats a un rang de -1 a +1, és a dir, {\displaystyle |Z_{n}^{m}(\rho ,\varphi )|\leq 1}. Els polinomis radials Rmn es defineixen com:
{\displaystyle R_{n}^{m}(\rho )=\sum _{k=0}^{\tfrac {n-m}{2}}{\frac {(-1)^{k}\,(n-k)!}{k!\left({\tfrac {n+m}{2}}-k\right)!\left({\tfrac {n-m}{2}}-k\right)!}}\;\rho ^{n-2\,k}}
per a n-m parell, i són idènticament 0 per a n-m imparella.

### Altres representacions
Reescrivint les relacions dels factorials en la part radial com a productes de coeficients binomials, es demostra que els coeficients són nombres enters:
.{\displaystyle R_{n}^{m}(\rho )=\sum _{k=0}^{\tfrac {n-m}{2}}(-1)^{k}{\binom {n-k}{k}}{\binom {n-2k}{{\tfrac {n-m}{2}}-k}}\rho ^{n-2k}}
La notació com a termes de funcions hipergeomètriques gaussianes és útil per revelar recurrències, per demostrar casos especials dels polinomis de Jacobi, o per reduir equacions diferencials.
{\displaystyle {\begin{aligned}R_{n}^{m}(\rho )&={\binom {n}{\tfrac {n+m}{2}}}\rho ^{n}\ {}_{2}F_{1}\left(-{\tfrac {n+m}{2}},-{\tfrac {n-m}{2}};-n;\rho ^{-2}\right)\\&=(-1)^{\tfrac {n-m}{2}}{\binom {\tfrac {n+m}{2}}{m}}\rho ^{m}\ {}_{2}F_{1}\left(1+{\tfrac {n+m}{2}},-{\tfrac {n-m}{2}};1+m;\rho ^{2}\right)\end{aligned}}}
per a n-m parell.
El factor {\displaystyle \rho ^{n-2k}} en el polinomi radial {\displaystyle R_{n}^{m}(\rho )} es pot expandir en una base de Bernstein de {\displaystyle b_{s,n/2}(\rho ^{2})} per a {\displaystyle n} parell o {\displaystyle \rho } multiplicat per una funció de {\displaystyle b_{s,(n-1)/2}(\rho ^{2})} per a {\displaystyle n} imparell en el rang {\displaystyle \lfloor n/2\rfloor -k\leq s\leq \lfloor n/2\rfloor }. Per tant, el polinomi radial pot expressar-se mitjançant un nombre finit de polinomis de Bernstein amb quocients racionals:
{\displaystyle R_{n}^{m}(\rho )={\frac {1}{\binom {\lfloor n/2\rfloor }{\lfloor m/2\rfloor }}}\rho ^{n\mod 2}\sum _{s=\lfloor m/2\rfloor }^{\lfloor n/2\rfloor }(-1)^{\lfloor n/2\rfloor -s}{\binom {s}{\lfloor m/2\rfloor }}{\binom {(n+m)/2}{s+\lceil m/2\rceil }}b_{s,\lfloor n/2\rfloor }(\rho ^{2}).}

### Índexs seqüencials de Noll
Les aplicacions sovint impliquen l'ús de l'àlgebra lineal, on les integrals sobre productes de polinomis de Zernike i algun altre factor es poden organitzar com els elements d'una matriu. Una relació per enumerar les files i les columnes d'aquestes matrius mitjançant un sol índex va ser introduïda per Noll. La transformació convencional dels dos índexs n i m en un únic índex j mitjançant l'associació {\displaystyle Z_{n}^{m}\rightarrow Z_{j}} comença de la següent manera: 
| n,m | 0,0 | 1,1 | 1,-1 | 2,0 | 2,-2 | 2,2 | 3,-1 | 3,1 | 3,-3 | 3,3 |
| --- | --- | --- | ---- | --- | ---- | --- | ---- | --- | ---- | --- |
| j   | 1   | 2   | 3    | 4   | 5    | 6   | 7    | 8   | 9    | 10  |
| n,m | 4,0 | 4,2 | 4,-2 | 4,4 | 4,-4 | 5,1 | 5,-1 | 5,3 | 5,-2 | 5,5 |
| j   | 11  | 12  | 13   | 14  | 15   | 16  | 17   | 18  | 19   | 20  |

La regla és que per a Z parell (amb la part azimutal parell m, {\displaystyle \cos(m\varphi )}) s'obtenen els índexs j parells, i per a Z imparella s'obtenen els índexs j imparells. Dins d'un n donat, els valors més baixos de |m| produeixen els menors valors de j.

### Índexs estàndard OSA / ANSI
Els polinomis de Zernike d'un sol índex utilitzen els coeficients de la Societat Òptica Nord-americana i del ANSI:
| n,m | 0,0  | 1,-1 | 1,1 | 2,-2 | 2,0 | 2,2  | 3,-3 | 3,-1 | 3,1 | 3,3 |
| --- | ---- | ---- | --- | ---- | --- | ---- | ---- | ---- | --- | --- |
| j   | 0    | 1    | 2   | 3    | 4   | 5    | 6    | 7    | 8   | 9   |
| n,m | 4,-4 | 4,-2 | 4,0 | 4,2  | 4,4 | 5,-5 | 5,-3 | 5,-1 | 5,1 | 5,3 |
| j   | 10   | 11   | 12  | 13   | 14  | 15   | 16   | 17   | 18  | 19  |

### Índexs de Fringe / Zemax
Zemax usa l'esquema d'indexació de Fringe. Els 20 primers nombres de Fringe s'enumeren a continuació.
| n,m | 0,0  | 1,1 | 1,-1 | 2,0 | 2,2  | 2,-2 | 3,1 | 3,-1 | 4,0 | 3,3  |
| --- | ---- | --- | ---- | --- | ---- | ---- | --- | ---- | --- | ---- |
| j   | 1    | 2   | 3    | 4   | 5    | 6    | 7   | 8    | 9   | 10   |
| n,m | 3,-3 | 4,2 | 4,-2 | 5,1 | 5,-1 | 6,0  | 4,4 | 4,-4 | 5,3 | 5,-3 |
| j   | 11   | 12  | 13   | 14  | 15   | 16   | 17  | 18   | 19  | 20   |

## Propietats

### Ortogonalitat
L'ortogonalitat en la part radial s'expressa com
{\displaystyle \int _{0}^{1}\rho {\sqrt {2n+2}}R_{n}^{m}(\rho )\,{\sqrt {2n'+2}}R_{n'}^{m}(\rho )\,d\rho =\delta _{n,n'}.}
L'ortogonalitat en la part angular està representada per les integrals elementals
{\displaystyle \int _{0}^{2\pi }\cos(m\varphi )\cos(m'\varphi )\,d\varphi =\epsilon _{m}\pi \delta _{|m|,|m'|},}
{\displaystyle \int _{0}^{2\pi }\sin(m\varphi )\sin(m'\varphi )\,d\varphi =(-1)^{m+m'}\pi \delta _{|m|,|m'|};\quad m\neq 0,}
{\displaystyle \int _{0}^{2\pi }\cos(m\varphi )\sin(m'\varphi )\,d\varphi =0,}
on {\displaystyle \epsilon _{m}} (de vegades anomenat factor de Neumann perquè apareix amb freqüència juntament amb les funcions de Bessel) es defineix com 2 si {\displaystyle m=0} i com 1 si {\displaystyle m\neq 0}. El producte de les parts angulars i radials estableix la ortogonalitat de les funcions de Zernike pel que fa a tots dos índexs si s'integra en el disc unitat,
{\displaystyle \int Z_{n}^{m}(\rho ,\varphi )Z_{n'}^{m'}(\rho ,\varphi )\,d^{2}r={\frac {\epsilon _{m}\pi }{2n+2}}\delta _{n,n'}\delta _{m,m'},}
on {\displaystyle d^{2}r=\rho \,d\rho \,d\varphi } és el jacobià del sistema de coordenades circulars, i on {\displaystyle n-m} i {\displaystyle n'-m'} són parells.
Un valor especial és
{\displaystyle R_{n}^{m}(1)=1,\,}

### Transformada de Zernike
Qualsevol camp de fase de valor real prou uniforme sobre el disc de la unitat {\displaystyle G(\rho ,\varphi )} pot representar-se en termes dels seus coeficients de Zernike (imparell i parell), de la mateixa manera que les funcions periòdiques troben una representació ortogonal amb la sèrie de Fourier. Sent:
{\displaystyle G(\rho ,\varphi )=\sum _{m,n}\left[a_{m,n}Z_{n}^{m}(\rho ,\varphi )+b_{m,n}Z_{n}^{-m}(\rho ,\varphi )\right],}
els coeficients es poden calcular usant productes interns. A l'espai de les funcions del {\displaystyle L^{2}} disc de la unitat, existeix un producte intern definit per
{\displaystyle \langle F,G\rangle :=\int F(\rho ,\varphi )G(\rho ,\varphi )\rho d\rho d\varphi .}
Els coeficients de Zernike es poden expressar de la següent manera:
{\displaystyle {\begin{aligned}a_{m,n}&={\frac {2n+2}{\epsilon _{m}\pi }}\left\langle G(\rho ,\varphi ),Z_{n}^{m}(\rho ,\varphi )\right\rangle ,\\b_{m,n}&={\frac {2n+2}{\epsilon _{m}\pi }}\left\langle G(\rho ,\varphi ),Z_{n}^{-m}(\rho ,\varphi )\right\rangle .\end{aligned}}}
Alternativament, es poden usar els valors coneguts de la funció de fase G en el reticle circular per formar un sistema d'equacions. La funció de fase es recupera mitjançant el producte ponderat del coeficient desconegut amb (valors coneguts) del polinomi de Zernike en el reticle del disc unitat. Per tant, els coeficients també es poden trobar resolent un sistema lineal, per exemple, mitjançant la inversió d'una matriu. Els algorismes ràpids per calcular la transformació de Zernike directa i inversa utilitzen les propietats de simetria de les funcions trigonomètriques, la separabilitat de les parts radials i azimutals dels polinomis de Zernike i les seves simetries rotacionals.

### Simetries
La paritat pel que fa a la reflexió en l'eix x és
{\displaystyle Z_{n}^{m}(\rho ,\varphi )=(-1)^{m}Z_{n}^{m}(\rho ,-\varphi ).}
La paritat pel que fa al punt de reflexió al centre de coordenades és
{\displaystyle Z_{n}^{m}(\rho ,\varphi )=(-1)^{m}Z_{n}^{m}(\rho ,\varphi +\pi ),}
on {\displaystyle (-1)^{m}} també podria escriure's {\displaystyle (-1)^{n}} perquè {\displaystyle n-m} és parell per als valors rellevants que no tendeixen a zero. Els polinomis radials també són parells o imparells, segons l'ordre n o m:
{\displaystyle R_{n}^{m}(\rho )=(-1)^{n}R_{n}^{m}(-\rho )=(-1)^{m}R_{n}^{m}(-\rho ).}
La periodicitat de les funcions trigonomètriques implica constància si és trencada per múltiples de {\displaystyle 2\pi /m} radiants al voltant del centre:
{\displaystyle Z_{n}^{m}\left(\rho ,\varphi +{\tfrac {2\pi k}{m}}\right)=Z_{n}^{m}(\rho ,\varphi ),\qquad k=0,\pm 1,\pm 2,\cdots .}

### Relacions de recurrència
Els polinomis de Zernike satisfan la següent relació de recurrència que no depèn ni del grau ni de l'ordre azimutal dels polinomis radials:
{\displaystyle {\begin{aligned}R_{n}^{m}(\rho )+R_{n-2}^{m}(\rho )=\rho \left[R_{n-1}^{\left|m-1\right|}(\rho )+R_{n-1}^{m+1}(\rho )\right]{\text{ .}}\end{aligned}}}
De la definició de {\displaystyle R_{n}^{m}} es pot veure que {\displaystyle R_{m}^{m}(\rho )=\rho ^{m}} i {\displaystyle R_{m+2}^{m}(\rho )=((m+2)\rho ^{2}-(m+1))\rho ^{m}}. La següent relació de recurrència de tres termes permet calcular tots els altres {\displaystyle R_{n}^{m}(\rho )}:
{\displaystyle R_{n}^{m}(\rho )={\frac {2(n-1)(2n(n-2)\rho ^{2}-m^{2}-n(n-2))R_{n-2}^{m}(\rho )-n(n+m-2)(n-m-2)R_{n-4}^{m}(\rho )}{(n+m)(n-m)(n-2)}}{\text{ .}}}
La relació anterior és especialment útil, ja que la derivada de {\displaystyle R_{n}^{m}} es pot calcular a partir de dos polinomis de Zernike radials de grau adjacent:
{\displaystyle {\frac {\operatorname {d} }{\operatorname {d} \!\rho }}R_{n}^{m}(\rho )={\frac {(2nm(\rho ^{2}-1)+(n-m)(m+n(2\rho ^{2}-1)))R_{n}^{m}(\rho )-(n+m)(n-m)R_{n-2}^{m}(\rho )}{2n\rho (\rho ^{2}-1)}}{\text{ .}}}

## Exemples

### Polinomis radials
Els primers pocs polinomis radials són:
{\displaystyle R_{0}^{0}(\rho )=1\,}
{\displaystyle R_{1}^{1}(\rho )=\rho \,}
{\displaystyle R_{2}^{0}(\rho )=2\rho ^{2}-1\,}
{\displaystyle R_{2}^{2}(\rho )=\rho ^{2}\,}
{\displaystyle R_{3}^{1}(\rho )=3\rho ^{3}-2\rho \,}
{\displaystyle R_{3}^{3}(\rho )=\rho ^{3}\,}
{\displaystyle R_{4}^{0}(\rho )=6\rho ^{4}-6\rho ^{2}+1\,}
{\displaystyle R_{4}^{2}(\rho )=4\rho ^{4}-3\rho ^{2}\,}
{\displaystyle R_{4}^{4}(\rho )=\rho ^{4}\,}
{\displaystyle R_{5}^{1}(\rho )=10\rho ^{5}-12\rho ^{3}+3\rho \,}
{\displaystyle R_{5}^{3}(\rho )=5\rho ^{5}-4\rho ^{3}\,}
{\displaystyle R_{5}^{5}(\rho )=\rho ^{5}\,}
{\displaystyle R_{6}^{0}(\rho )=20\rho ^{6}-30\rho ^{4}+12\rho ^{2}-1\,}
{\displaystyle R_{6}^{2}(\rho )=15\rho ^{6}-20\rho ^{4}+6\rho ^{2}\,}
{\displaystyle R_{6}^{4}(\rho )=6\rho ^{6}-5\rho ^{4}\,}
{\displaystyle R_{6}^{6}(\rho )=\rho ^{6}.\,}

### Polinomis de Zernike
Es mostren a continuació algunes de les primeres maneres de Zernike, amb índexs GOSA/ANSI i índexs únics de Noll. Estan normalitzats de tal manera que
{\displaystyle \int _{0}^{2\pi }\int _{0}^{1}Z_{j}^{2}\,\rho \,d\rho \,d\theta =\pi .}
|                            | Índex OSA/ANSI ({\displaystyle j}) | Índex Noll ({\displaystyle j}) | Grau radial ({\displaystyle j}) | Grau azimutal ({\displaystyle j}) | {\displaystyle Z_{j}}                                            | Nom clàssic                                      |
| -------------------------- | ---------------------------------- | ------------------------------ | ------------------------------- | --------------------------------- | ---------------------------------------------------------------- | ------------------------------------------------ |
| {\displaystyle Z_{0}^{0}}  | 0                                  | 1                              | 0                               | 0                                 | {\displaystyle 1}                                                | Pistó (vegeu distribució semicircular de Wigner) |
| {\displaystyle Z_{1}^{-1}} | 1                                  | 3                              | 1                               | −1                                | {\displaystyle 2\rho \sin \theta }                               | Inclinació (inclinació I, inclinació vertical)   |
| {\displaystyle Z_{1}^{1}}  | 2                                  | 2                              | 1                               | +1                                | {\displaystyle 2\rho \cos \theta }                               | Inclinació horitzontal                           |
| {\displaystyle Z_{2}^{-2}} | 3                                  | 5                              | 2                               | −2                                | {\displaystyle {\sqrt {6}}\rho ^{2}\sin 2\theta }                | Astigmatisme oblic                               |
| {\displaystyle Z_{2}^{0}}  | 4                                  | 4                              | 2                               | 0                                 | {\displaystyle {\sqrt {3}}(2\rho ^{2}-1)}                        | Desenfoc (posició longitudinal)                  |
| {\displaystyle Z_{2}^{2}}  | 5                                  | 6                              | 2                               | +2                                | {\displaystyle {\sqrt {6}}\rho ^{2}\cos 2\theta }                | Astigmatisme vertical                            |
| {\displaystyle Z_{3}^{-3}} | 6                                  | 9                              | 3                               | −3                                | {\displaystyle {\sqrt {8}}\rho ^{3}\sin 3\theta }                | Lobulat vertical                                 |
| {\displaystyle Z_{3}^{-1}} | 7                                  | 7                              | 3                               | −1                                | {\displaystyle {\sqrt {8}}(3\rho ^{3}-2\rho )\sin \theta }       | Coma vertical                                    |
| {\displaystyle Z_{3}^{1}}  | 8                                  | 8                              | 3                               | +1                                | {\displaystyle {\sqrt {8}}(3\rho ^{3}-2\rho )\cos \theta }       | Coma horitzontal                                 |
| {\displaystyle Z_{3}^{3}}  | 9                                  | 10                             | 3                               | +3                                | {\displaystyle {\sqrt {8}}\rho ^{3}\cos 3\theta }                | Lobulat oblic                                    |
| {\displaystyle Z_{4}^{-4}} | 10                                 | 15                             | 4                               | −4                                | {\displaystyle {\sqrt {10}}\rho ^{4}\sin 4\theta }               | Cuatrilobulat oblic                              |
| {\displaystyle Z_{4}^{-2}} | 11                                 | 13                             | 4                               | −2                                | {\displaystyle {\sqrt {10}}(4\rho ^{4}-3\rho ^{2})\sin 2\theta } | Astigmatisme secundari oblic                     |
| {\displaystyle Z_{4}^{0}}  | 12                                 | 11                             | 4                               | 0                                 | {\displaystyle {\sqrt {5}}(6\rho ^{4}-6\rho ^{2}+1)}             | Esfèrica primària                                |
| {\displaystyle Z_{4}^{2}}  | 13                                 | 12                             | 4                               | +2                                | {\displaystyle {\sqrt {10}}(4\rho ^{4}-3\rho ^{2})\cos 2\theta } | Astigmatisme vertical secundari                  |
| {\displaystyle Z_{4}^{4}}  | 14                                 | 14                             | 4                               | +4                                | {\displaystyle {\sqrt {10}}\rho ^{4}\cos 4\theta }               | Cuatrilobulat vertical                           |

## Aplicacions
Els polinomis de Zernike són una base definida sobre una àrea de suport circular, típicament els plànols de les pupil·les en imatges òptiques clàssiques en longituds d'ona visibles i infraroges, a través de sistemes de lents i miralls de diàmetre finit. El seu principal avantatge procedeix de les propietats analítiques simples heretades de la senzillesa de les funcions radials i de la factorització en funcions radials i azimutals; això porta, per exemple, a expressions de forma tancada de la transformada de Fourier bidimensional en termes de funcions de Bessel. El seu desavantatge, en particular si estan involucrats n termes, és la distribució desigual de les línies nodals sobre el disc unitat, la qual cosa introdueix efectes de ressonància prop del perímetre {\displaystyle \rho \approx 1}, que sovint condueixen a la necessitat de definir altres funcions ortogonals sobre el disc circular.
En la fabricació òptica de precisió, els polinomis de Zernike s'utilitzen per caracteritzar els errors d'ordre superior observats en les anàlisis interferomètriques.
En optometria i oftalmologia, els polinomis de Zernike s'usen per descriure aberracions de la còrnia o del cristal·lí des d'una forma esfèrica ideal, que dona com a resultat ametropies.
S'usen comunament en òptica adaptativa, on es poden emplear per calibrar la distorsió atmosfèrica. Les aplicacions habituals per a aquesta propietat es troben en l'astronomia visual o infraroja i en el tractament d'imatges provinents de satèl·lits.
Una altra aplicació dels polinomis de Zernike es troba en la teoria estesa de Nijboer-Zernike sobre difracció i aberracions òptiques.
Els polinomis de Zernike també s'usen àmpliament com a funcions de base de moments d'imatge. Com els polinomis de Zernike són ortogonals entre sí, els moments de Zernike poden representar les propietats d'una imatge sense redundància ni superposició d'informació entre les diferents maneres. Encara que els moments de Zernike depenen significativament de l'escalat i de la translació de l'objecte en una regió d'interès, les seves magnituds són independents de l'angle de rotació de l'objecte. Per tant, poden utilitzar-se per extreure propietats d'imatges que descriuen la forma característiques d'un objecte. Per exemple, els moments de Zernike s'utilitzen com a descriptores de forma per classificar i identificar càncers de mama benignes i malignes en imatges digitalitzades o en la superfície de discos vibratoris. Els moments de Zernike també s'han usat per quantificar la forma de les línies cel·lulars de càncer d'osteosarcoma en el nivell d'una sola cèl·lula.

## Dimensions més altes
El concepte es tradueix a dimensions majors D si els multinomis {\displaystyle x_{1}^{i}x_{2}^{j}\cdots x_{D}^{k}} en coordenades cartesianes es converteixen en coordenades hiperesfèriques, {\displaystyle \rho ^{s},s\leq D}, multiplicades per un producte de polinomis de Jacobi de les variables angulars. Per exemple, en la dimensió {\displaystyle D=3}, les variables angulars són harmònics esfèrics. Combinacions lineals de les potències {\displaystyle \rho ^{s}} defineixen una base ortogonal {\displaystyle R_{n}^{(l)}(\rho )} que satisfà
.{\displaystyle \int _{0}^{1}\rho ^{D-1}R_{n}^{(l)}(\rho )R_{n'}^{(l)}(\rho )d\rho =\delta _{n,n'}}
(Tingui's en compte que un factor {\displaystyle {\sqrt {2n+D}}} s'absorbeix aquí en la definició de R, mentre que en {\displaystyle D=2} la normalització es tria de forma lleugerament diferent. Això és en gran manera una qüestió arbitrària, depenent de si es desitja mantenir un conjunt sencer de coeficients o es prefereixen fórmules més estrictes si està involucrada la ortogonalització). La representació explícita és
{\displaystyle {\begin{aligned}R_{n}^{(l)}(\rho )&={\sqrt {2n+D}}\sum _{s=0}^{\tfrac {n-l}{2}}(-1)^{s}{{\tfrac {n-l}{2}} \choose s}{n-s-1+{\tfrac {D}{2}} \choose {\tfrac {n-l}{2}}}\rho ^{n-2s}\\&=(-1)^{\tfrac {n-l}{2}}{\sqrt {2n+D}}\sum _{s=0}^{\tfrac {n-l}{2}}(-1)^{s}{{\tfrac {n-l}{2}} \choose s}{s-1+{\tfrac {n+l+D}{2}} \choose {\tfrac {n-l}{2}}}\rho ^{2s+l}\\&=(-1)^{\tfrac {n-l}{2}}{\sqrt {2n+D}}{{\tfrac {n+l+D}{2}}-1 \choose {\tfrac {n-l}{2}}}\rho ^{l}\ {}_{2}F_{1}\left(-{\tfrac {n-l}{2}},{\tfrac {n+l+D}{2}};l+{\tfrac {D}{2}};\rho ^{2}\right)\end{aligned}}}
fins i tot per {\displaystyle n-l\geq 0}, o en cas contrari, idèntic a zero.